# Wugigarra kalamai
Wugigarra kalamai là một loài nhện trong họ Pholcidae. Loài này được phát hiện ở Tây Úc.